# European Top 100 Albums
European Top 100 Albums var en Europavariant av albumlistan Billboard 200. Den fanns mellan mars 1984 och december 2010.
Listan, vanligtvis kallad Eurochart Top 100 Albums, visade försäljningar i 19 europeiska länder, baserade på uppgifter från IFPI.
Listan sammanställdes efter försäljningar (både i skivbutiken och digitalt) av nyare och äldre album. Metoderna var andra än på  Billboard 200, där album bara kunde ligga på listan tills de funnits i 18 månader. Om ett album äldre än 18 månader sålt tillräckligt mycket för listplaceringar efter att redan en gång ha lämnat de 100 främsta, hamnade det i stället på amerikanska Billboard Catalog Albums. Senare ändrade Billboard detta, så att även äldre album kunde komma in.
Listuppdateringen följde samma regler som Billboard 200: försäljningsveckan pågick från måndag till söndag. Den ny lista publicerades sedan torsdagen därpå, men daterad till den lördag som följde.
Första etta ut var Thriller med Michael Jackson. Sista listan publicerades den 11 december 2010, efter att Billboard stängt igen sitt kontor i London, och avskedat personalen i Storbritannien. Sista ettan var Progress med Take That

### Fotnoter
1. ↑  ”Billboard closing London office”. CMU. Arkiverad från originalet den 16 juli 2011. https://web.archive.org/web/20110716225530/http://www.thecmuwebsite.com/article/billboard-closing-london-office/. Läst 15 februari 2011.
2. ↑  ”Arkiverade kopian”. Arkiverad från originalet den 2 oktober 2012. https://web.archive.org/web/20121002142313/http://www.billboard.biz/bbbiz/content_display/industry/news/e3ibde532c77149bc31997dc2fdc608f230. Läst 11 november 2012.